# Kasteel van Quéribus

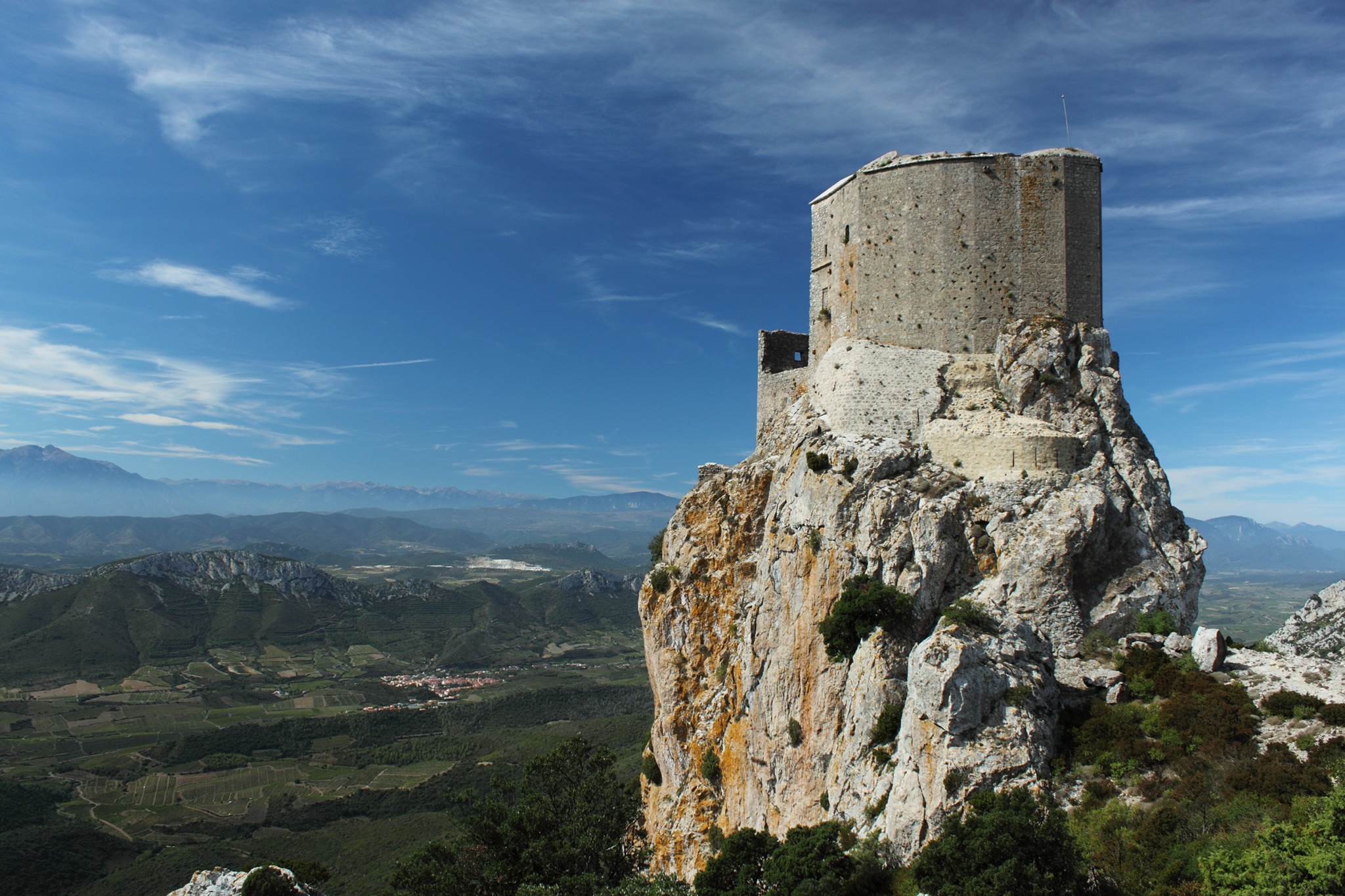
Oostzijde van het kasteel

Het Kasteel van Quéribus (Frans: Château de Quéribus) is een deels verwoest, deels gerestaureerd kasteel in het zuiden van Frankrijk. Het kasteel bevindt zich op ruim 700 meter hoogte op een bergtop in het huidige Cucugnan in het departement Aude.

## Geschiedenis
Het kasteel werd in 1020 voor het eerst vermeld. Het behoorde toe aan graafschappen die onderdeel waren van het Spaanse Koninkrijk Aragon. Later was het kasteel een van de zogenaamde "vijf zonen van Carcassonne", samen met de kastelen van Peyrepertuse, Puilaurens, Aguilar en Termes. De vijf kastelen waren de buitenposten van de stad Carcassonne en samen dekten ze een deel van de zuidflank van Frankrijk.
Het kasteel van Quéribus wordt door sommigen beschouwd als de laatste burcht van de katharen. Na de val van Montségur in 1244 moeten een aantal katharen een veilig heenkomen hebben gezocht in een kasteel aan de grens met Spanje en Quéribus zou dat kasteel geweest kunnen zijn. Vast staat dat de kathaarse bisschop Benoît de Termes er gewoond heeft van 1230 tot 1233. In die tijd werd het een toevluchtsoord voor kathaarse monniken. In 1242 viel het kasteel in handen van de kathaarse ridder Chatbert de Barbeira. In 1254 zond Lodewijk IX soldaten naar het zuiden om deze laatste burcht op te sporen en in te nemen. In mei 1255 viel het kasteel na een belegering van drie weken in handen van de Franse koning. Chatbert de Barbeira had zich daarbij overgegeven in ruil voor vrijheid, waarbij ook de nog aanwezige katharen zonder gevecht wisten te ontsnappen.
Met de Vrede van de Pyreneeën in 1659 kwam de grens tussen Frankrijk en Spanje een stuk zuidelijker te liggen, op de huidige locatie. Daarmee verloren de "zonen van Carcassonne" goeddeels hun belang.

## Heden
Het kasteel is een monument historique sinds 1907. In 1951 en tussen 1998 en 2002 werden restauratiewerkzaamheden uitgevoerd en sinds 2002 is het kasteel toegankelijk voor het publiek. In 2019 werden opnieuw restauraties uitgevoerd, waarbij het dak van de donjon werd hersteld, enkele poortjes in het kasteel hun boog terugkregen, en het metselwerk van de zuidelijke muur werd opgeknapt. Het kasteel geldt als een van de burchten van de katharen.